# John Castro O'Shea
John Castro O'Shea (Rio de Janeiro, Capital Federal, 07 de Dezembro de 1930 - ?), mais conhecido como John O'Shea, foi um jogador de voleibol do Brasil.
Foi tri-campeão carioca (1949, 1951, 1953 e 1955) e campeão do Torneio dos Campeões Brasileiros, em Belo Horizonte, em 1952, pelo Clube de Regatas do Flamengo. Em 1959, ele foi eleito suplente no Conselho Deliberativo do Flamengo.
Suas atuações pelo Flamengo lhe renderam algumas convocações para a Seleção Brasileira.
Uma curiosidade a seu respeito é que, em uma viagem de férias com sua esposa (Rosa Maria Teixeira Bastos O’Shea) em Alagoas, eles estavam assistindo a uma partida de futebol (Seleção de Alagoas x Seleção de Paraíba) e viram jogar um menino franzino e o indicaram ao clube. Tratava-se de Edvaldo Alves de Santa Rosa, mais conhcido como Dida, que anos mais tarde ele se tornaria um dos maiores ídolos do futebol deste clube.
Em 1995, foi um dos entrevistados da "Mostra 100 Anos do Flamengo", projeto do Museu da Imagem e do Som em parceria com o Jornal dos Sports, que tinha como objetivo resgatar e registrar a memória do clube.
Em 2000 ele foi homenageado pelo Clube de Regatas do Flamengo com uma placa na Calçada da Fama do Flamengo.

## Conquistas
Clube de Regatas do Flamengo
- Torneio Cidade do Rio de Janeiro: 1953[11]
- Campeonato Carioca[3]: 1949,1951, 1953 e 1955
- Torneio dos Campeões Brasileiros: 1952[12]

Seleção Brasileira
- Campeonato Sul-Americano de Voleibol Masculino: 1951[5]

### Honrarias
- Em 1958, foi agraciado com o título de Sócio benemérito do Flamengo.[13]
- Em 2000 foi agraciado com uma placa na Calçada da Fama do Flamengo.[10]